# Eurovision Song Contest 2008
Eurovision Song Contest 2008 là cuộc thi Ca khúc truyền hình châu Âu thứ 53.  Cuộc thi diễn ra ở thành phố Beograd - thủ đô của Serbia. 

## Các ứng viên

### Bán kết 1
| Draw | quốc gia             | Ngôn ngữ                              | Nghệ sĩ                          | Ca khúc                    | Vị trí | Số điểm |
| ---- | -------------------- | ------------------------------------- | -------------------------------- | -------------------------- | ------ | ------- |
| 01   | Montenegro           | Tiếng Montenegro                      | Stefan Filipović                 | "Zauvijek volim te"        | 14     | 23      |
| 02   | Israel               | Tiếng Hebrew                          | Boaz Mauda                       | "The Fire in Your Eyes"    | 5      | 104     |
| 03   | Estonia              | Tiếng Serbia Tiếng Đức Tiếng Phần Lan | Kreisiraadio                     | "Leto svet"                | 18     | 8       |
| 04   | Moldova              | Tiếng Anh                             | Geta Burlacu                     | "Century of Love"          | 12     | 36      |
| 05   | San Marino           | Tiếng Ý                               | Miodio                           | "Complice"                 | 19     | 5       |
| 06   | Bỉ                   | Ngôn ngữ nhân tạo                     | Ishtar                           | "O Julissi"                | 17     | 16      |
| 07   | Azerbaijan           | Tiếng Anh                             | Elnur HüseynovVàSamir Javadzadeh | "Vrag naj vzame"           | 6      | 96      |
| 08   | Slovenia             | Tiếng Slovenia                        | Rebeka Dremelj                   | "Vrag naj vzame"           | 11     | 36      |
| 09   | Na Uy                | Tiếng Anh                             | Maria Haukaas Storeng            | "Hold On Be Strong"        | 4      | 106     |
| 10   | Ba Lan               | Tiếng Anh                             | Isis Gee                         | "For Life"                 | 10     | 42      |
| 11   | Ireland              | Tiếng Anh                             | Dustin the Turkey                | "Irelande Douze Pointe"    | 15     | 22      |
| 12   | Andorra              | Tiếng Catalunya                       | Gisela                           | "Casanova"                 | 16     | 22      |
| 13   | Bosna và Hercegovina | Tiếng Bosna                           | Elvir Laković Laka               | "Coming Home"              | 9      | 72      |
| 14   | Armenia              | Tiếng Armenia                         | Siranush Harutyunyan             | "Քելե Քելե"                | 2      | 139     |
| 15   | Hà Lan               | Tiếng Anh                             | Hind Laroussi                    | "Your Heart Belongs to Me" | 13     | 27      |
| 16   | Phần Lan             | Tiếng Phần Lan                        | Teräsbetoni                      | "Missä miehet ratsastaa"   | 8      | 79      |
| 17   | România              | Tiếng România Tiếng Ý                 | Nicoleta MateiVàVlad Miriță      | "Pe-o margine de lume"     | 7      | 94      |
| 18   | Nga                  | Tiếng Anh                             | Dima Bilan                       | "Believe"                  | 3      | 135     |
| 19   | Hy Lạp               | Tiếng Anh                             | Kalomira                         | "Secret Combination"       | 1      | 156     |

### Bán kết 2
| Draw | quốc gia   | Ngôn ngữ         | Nghệ sĩ                                      | Ca khúc                         | Vị trí | Số điểm |
| ---- | ---------- | ---------------- | -------------------------------------------- | ------------------------------- | ------ | ------- |
| 01   | Iceland    | Tiếng Anh        | Euroband                                     | "This Is My Life"               | 8      | 68      |
| 02   | Thụy Điển  | Tiếng Anh        | Charlotte Perrelli                           | "Hero"                          | 10     | 54      |
| 03   | Thổ Nhĩ Kỳ | Tiếng Thổ Nhĩ Kỳ | Mor ve Ötesi                                 | "Deli"                          | 19     | 13      |
| 04   | Ukraina    | Tiếng Anh        | Ani Lorak                                    | "Shady Lady"                    | 1      | 152     |
| 05   | Litva      | Tiếng Anh        | Jeronimas Milius                             | "Nomads in the Night"           | 16     | 30      |
| 06   | Albania    | Tiếng Albania    | Olta Boka                                    | "Zemrën e lamë peng"            | 9      | 67      |
| 07   | Thụy Sĩ    | Tiếng Ý          | Paolo Meneguzzi                              | "Era stupendo"                  | 13     | 47      |
| 08   | Séc        | Tiếng Anh        | Tereza Kerndlová                             | "Have Some Fun"                 | 18     | 9       |
| 09   | Belarus    | Tiếng Anh        | Ruslan Alekhno                               | "Hasta la Vista"                | 17     | 27      |
| 10   | Latvia     | Tiếng Anh        | Pirates of the Sea                           | "Wolves of the Sea"             | 6      | 86      |
| 11   | Croatia    | Tiếng Croatia    | Kraljevi Ulice                               | "Romanca"                       | 4      | 112     |
| 12   | Bulgaria   | Tiếng Anh        | Deep Zone Project                            | "DJ, Take Me Away"              | 12     | 56      |
| 13   | Đan Mạch   | Tiếng Anh        | Simon Mathew                                 | "All Night Long"                | 3      | 112     |
| 14   | Gruzia     | Tiếng Anh        | Diana Gurtskaya                              | "Peace Will Come"               | 5      | 107     |
| 15   | Hungary    | Tiếng Hungary    | Csézy                                        | "Rockefeller Street"            | 19     | 6       |
| 16   | Malta      | Tiếng Anh        | Morena Camilleri                             | "Vodka"                         | 14     | 38      |
| 17   | Síp        | Tiếng Hy Lạp     | Evdokia Kadi                                 | "Femme Fatale"                  | 15     | 36      |
| 18   | Macedonia  | Tiếng Anh        | Tamara Todevska Rade Vrčakovski Adrian Gaxha | "Let Me Love You"               | 11     | 64      |
| 19   | Bồ Đào Nha | Tiếng Bồ Đào Nha | Vânia Fernandes                              | "Senhora do mar (Negras águas)" | 2      | 120     |

### Chung kết
| STT | quốc gia             | Ngôn ngữ              | Nghệ sĩ                          | Bài hát                  | Vị trí | Điểm số |
| --- | -------------------- | --------------------- | -------------------------------- | ------------------------ | ------ | ------- |
| 01  | România              | Tiếng România Tiếng Ý | Nicoleta MateiVàVlad Miriță      | "Pe-o margine de lume"   | 20     | 45      |
| 02  | Anh                  | Tiếng Anh             | Andy Abraham                     | "Even If"                | 25     | 14      |
| 03  | Albania              | Tiếng Albania         | Olta Boka                        | "Zemrën e lamë peng"     | 17     | 55      |
| 04  | Đức                  | Tiếng Anh             | No Angels                        | "Disappear"              | 23     | 14      |
| 05  | Armenia              | Tiếng Armenia         | Sirusho                          | "Քելե Քելե"              | 4      | 199     |
| 06  | Bosna và Hercegovina | Tiếng Bosna           | Elvir Laković Laka               | "Pokušaj"                | 10     | 110     |
| 07  | Israel               | Tiếng Hebrew          | Boaz Ma'uda                      | "האש בעינייך"            | 9      | 124     |
| 08  | Phần Lan             | Tiếng Phần Lan        | Teräsbetoni                      | "Missä miehet ratsastaa" | 22     | 35      |
| 09  | Croatia              | Tiếng Croatia         | Kraljevi Ulice                   | "Romanca"                | 21     | 44      |
| 10  | Ba Lan               | Tiếng Anh             | Isis Gee                         | "For Life"               | 24     | 14      |
| 11  | Iceland              | Tiếng Anh             | Eurobandið                       | "This Is My Life"        | 14     | 64      |
| 12  | Thổ Nhĩ Kỳ           | Tiếng Thổ Nhĩ Kỳ      | Mor ve Ötesi                     | "Deli"                   | 7      | 138     |
| 13  | Bồ Đào Nha           | Tiếng Bồ Đào Nha      | Vânia Fernandes                  | "In Love for a While"    | 13     | 69      |
| 14  | Latvia               | Tiếng Anh             | Pirates of the Sea               | "Wolves of the Sea"      | 12     | 83      |
| 15  | Thụy Điển            | Tiếng Anh             | Charlotte Perrelli               | "Hero"                   | 18     | 47      |
| 16  | Đan Mạch             | Tiếng Anh             | Simon Mathew                     | "All Night Long"         | 15     | 60      |
| 17  | Gruzia               | Tiếng Anh             | Diana Gurtskaya                  | "Peace Will Come"        | 11     | 83      |
| 18  | Ukraina              | Tiếng Anh             | Ani Lorak                        | "Shady Lady"             | 2      | 230     |
| 19  | Pháp                 | Tiếng Pháp            | Sébastien Tellier                | "Divine"                 | 19     | 47      |
| 20  | Azerbaijan           | Tiếng Anh             | Elnur HüseynovVàSamir Javadzadeh | "Day After Day"          | 8      | 132     |
| 21  | Hy Lạp               | Tiếng Anh             | Kalomira                         | "Secret Combination"     | 3      | 218     |
| 22  | Tây Ban Nha          | Tiếng Tây Ban Nha     | Rodolfo Chikilicuatre            | "Baila el Chiki-chiki"   | 16     | 55      |
| 23  | Serbia               | Tiếng Serbia          | Jelena Tomašević Bora Dugić      | "Оро"                    | 6      | 160     |
| 24  | Nga                  | Tiếng Anh             | Dima Bilan                       | "Believe"                | 1      | 272     |
| 25  | Na Uy                | Tiếng Anh             | Maria Haukaas Storeng            | "Hold On Be Strong"      | 5      | 182     |